# .cg
.cg là tên miền Internet cấp cao nhất dành cho quốc gia (ccTLD) Cộng hòa Congo, Được quản lý bởi ONPT Congo và Interpoint Thụy Điển. Mọi công dân của Congo đều được đăng ký một tên miền cấp 2 miễn phí và trực tiếp. Những lần đăng ký sau, hoặc người nước ngoài khi đăng ký đều phải đóng phí.

## Liên kết
- whois IANA của .cg Lưu trữ ngày 20 tháng 10 năm 2007 tại Wayback Machine
- trang đăng ký domain .cg